# کلرمادینون
کلرمادینون (انگلیسی: Chlormadinone) یک داروی پروژستینی است که هرگز به بازار عرضه نشد. این دارو یک مشتق اسیله شده، کلرمادینون استات، از نظر بالینی به عنوان یک دارو استفاده می‌شود.